# Pers-en-Gâtinais
Pers-en-Gâtinais är en kommun i departementet Loiret i regionen Centre-Val de Loire strax norr Frankrikes mitt. Kommunen ligger i kantonen Courtenay som tillhör arrondissementet Montargis. År 2022 hade Pers-en-Gâtinais 241 invånare.

## Befolkningsutveckling
Antalet invånare i kommunen Pers-en-Gâtinais
| Referens: INSEE |